# Francisco de Oliveira e Silva
Francisco de Oliveira e Silva (1897 — 1989) foi um escritor e poeta brasileiro.